# زوم (شبکه تلویزیونی اسرائیلی)
زووم به انگلیسی(Zoom) و به عبری(זום) یک کانال تلویزیونی کابلی برای کودکان در اسرائیل است. این کانال در تاریخ ۲ دسامبر ۲۰۱۲ بر روی سیستم کابلی هات و در ۳ ژوئن ۲۰۱۳ در سیستم یس راه اندازی شد. همچنین این کانال متعلق به Imagine Media است.